# Доње Љубиње
Доње Љубиње (алб. Lubinjë e Poshtme) је насељено место у општини Призрен на Косову и Метохији. Према попису становништва из 2011. у насељу је живело 1.227 становника.

## Историја
У другој половини XVIII века становништво Љубиња примило је ислам. За староседеоце се сматрају породице: Кусићи, Пировци, Карадолами, Билибани, Дугињовци и Перанци док се досељеницима сматрају: Мусићи, Ласковци, Карађинци и Драсовци.
Током отоманске владавине мештанима Доњег Љубиња је главно занимање било сточарство. Пљачке стоке су један од од разлога губљења интереса за сточарством. Још за време Краљевине Југославије је постављена жандармеријска станица на месту званом Вардишта како би се брзо реаговало на долазак пљачкаша (углавном из Албаније).
У центру села је стара џамија која је 1930. године адаптирана, док је крајем XX века изграђена и нова џамија са минаретом.
Иван Јастребов је о овом селу (наводи само Љубиње, а не Доње или Горње Љубиње) записао да су се житељи потурчили пре 150 година због притиска власти. Власти су тражиле прекомерни данак уз обећање потпуног ослобођења, заувек, под условом њиховог преласка у мухамеданство. Житељи су се убрзо уверили у јаловост обећања. То је Јастребову причао потомак поповског поколења у томе селу, Мехмед Русавчић. Цело село је славило Свету Петку. У његовој породици се очувало предање како су, пре него што су се потурчили, прадедови сматрали за обавезу да поједу све свиње које су се затекле у домаћинству. Мртвачки поток служи као граница са селом Драјчићи.

## Становништво
Према попису из 2011. године, Доње Љубиње има следећи етнички састав становништва:
| Националност        | 2011.          |
| Бошњаци             | 1.178 (96,01%) |
| Албанци             | 5 (0,41%)      |
| други и неизјашњени | 44 (3,58%)     |
| Укупно              | 1.227          |

| Демографија | Демографија | Демографија |
| Година      | Становника  | Становника  |
| ----------- | ----------- | ----------- |
| 1948.       | 734         |             |
| 1953.       | 804         |             |
| 1961.       | 854         |             |
| 1971.       | 1.238       |             |
| 1981.       | 1.506       |             |
| 1991.       | 1.775       |             |
| 2011.       | 1.227       |             |